# 金世洵
金世洵（1955年9月—），男，汉族，北京人，中华人民共和国政治人物，曾任西藏自治区发展和改革委员会党组副书记、主任，西藏自治区政协副主席、党组成员。